# Żeglarstwo na Letnich Igrzyskach Paraolimpijskich 2000
Zawody żeglarskie na Letnich Igrzyskach Paraolimpijskich 2000 w Sydney zostały rozegrane na Olympic Sailing Shore Base. Zawodnicy rywalizowali w dwóch klasach: 2.4mR i Sonar. 

## Medaliści
| Konkurencja       | Złoto                                                   | Srebro                                              | Brąz                                                     |
| 2.4mR (szczegóły) | Heiko Kroeger                                           | Jens Als Andersen                                   | Thomas Brown                                             |
| Sonar (szczegóły) | Australia · Noel Robins · Jamie Dunross · Graeme Martin | Niemcy · Peter Reichl · Peter Muenter · Jens Kroker | Kanada · David Williams · Paul Tingley · Brian MacDonald |

### Tabela medalowa
| Miejsce | Państwo           | Złoto | Srebro | Brąz | Razem |
| ------- | ----------------- | ----- | ------ | ---- | ----- |
| 1       | Niemcy            | 1     | 1      | 0    | 2     |
| 2       | Australia         | 1     | 0      | 0    | 1     |
| 3       | Dania             | 0     | 1      | 0    | 1     |
| 4       | Kanada            | 0     | 0      | 1    | 1     |
| 4       | Stany Zjednoczone | 0     | 0      | 1    | 1     |
|         | Razem             | 2     | 2      | 2    | 6     |